# Бойсен, Эудун
Эудун Бойсен (норв. Audun Boysen, 10 мая 1929 — 2 марта 2000) — норвежский легкоатлет, призёр Олимпийских игр.
Родился в 1929 году в Бьяркёе, но вырос в Риссе. В 1952 году принял участие в Олимпийских играх в Хельсинки, но не завоевал наград. В 1954 году завоевал бронзовую медаль чемпионата Европы. В 1955 году установил мировой рекорд в беге на 1000 м и был признан в Норвегии спортсменом года. В 1956 году на Олимпийских играх в Мельбурне стал обладателем бронзовой медали в беге на 800 м и был 11-м в беге на 1.500 м. В 1958 году стал серебряным призёром чемпионата Европы.